# Montregard
Montregard település Franciaországban, Haute-Loire megyében. Lakosainak száma 613 fő (2022. január 1.). Montregard Saint-André-en-Vivarais, Dunières, Lapte, Le Mas-de-Tence, Montfaucon-en-Velay, Raucoules, Saint-Bonnet-le-Froid, Saint-Julien-Molhesabate és Tence községekkel határos.

## Népesség
A település népességének változása:
| Lakosok száma | 841  | 599  | 581  | 610  | 616  | 607  | 596  | 586  | 581  | 613  |
|               | 1968 | 1982 | 1990 | 2006 | 2013 | 2015 | 2017 | 2019 | 2020 | 2022 |